# Gestreepte tijgerroerdomp
De gestreepte tijgerroerdomp (Tigrisoma fasciatum) is een vogel uit de familie van de reigers (Ardeidae).

## Kenmerken
Hij heeft een lengte van 66 cm en een gewicht van 850 gram.

## Verspreiding en leefgebied
Deze vogel komt voor in Centraal-Amerika, ze broeden er vooral in de sub-tropische moerassen en langs rivieren.
De soort telt drie ondersoorten:
- T. f. salmoni: van Costa Rica tot noordelijk Bolivia.
- T. f. fasciatum: van zuidoostelijk Brazilië tot noordelijk Argentinië.
- T. f. pallescens: noordwestelijk Argentinië.

## Status
De grootte van de populatie wordt geschat op 1000-10.000 vogels. Op de Rode lijst van de IUCN heeft deze soort de status niet bedreigd.